# Morgi (obwód smoleński)
Morgi (ros. Морги) – wieś (ros. деревня, trb. dieriewnia) w zachodniej Rosji, w osiedlu wiejskim Lubawiczskoje rejonu rudniańskiego w obwodzie smoleńskim.

## Geografia
Miejscowość położona jest w dorzeczu Bierieziny, 8,5 km od granicy z Białorusią, 14 km od najbliższej stacji kolejowej (Krasnoje), 13 km od drogi magistralnej M1 «Białoruś», 1 km od drogi regionalnej 66N-1612 (66N-1608 / Lubawiczi – Szyłowo – Izubri), 16,5 km od drogi federalnej R120 (Orzeł – Briańsk – Smoleńsk – granica z Białorusią), 4,5 km od centrum administracyjnego osiedla wiejskiego (Lubawiczi), 16,5 km od centrum administracyjnego rejonu (Rudnia), 66,5 km od Smoleńska.

## Demografia
W 2010 r. miejscowości nikt nie zamieszkiwał.

## Historia
W czasie II wojny światowej od lipca 1941 roku wieś była okupowana przez hitlerowców. Wyzwolenie nastąpiło w październiku 1943 roku.